# Thoiras
Thoiras (frühere Schreibweise Toiras, okzitanisch Toiraç, Aussprache [twaʁas]) ist eine ehemalige französische Gemeinde mit 447 Einwohnern (Stand: 1. Januar 2022) im Département Gard in der Region Okzitanien (vor 2016 Languedoc-Roussillon). Sie gehörte zum Arrondissement Alès. Die Bewohner werden Thoirassiens und Thoirassiennes genannt.
Der Erlass des Präfekten vom 6. August 2024 legte mit Wirkung zum 1. Januar 2025 die Eingliederung von Thoiras als Commune déléguée zusammen mit der früheren Gemeinde Corbès zur Commune nouvelle Thoiras-Corbès fest.

## Geografie

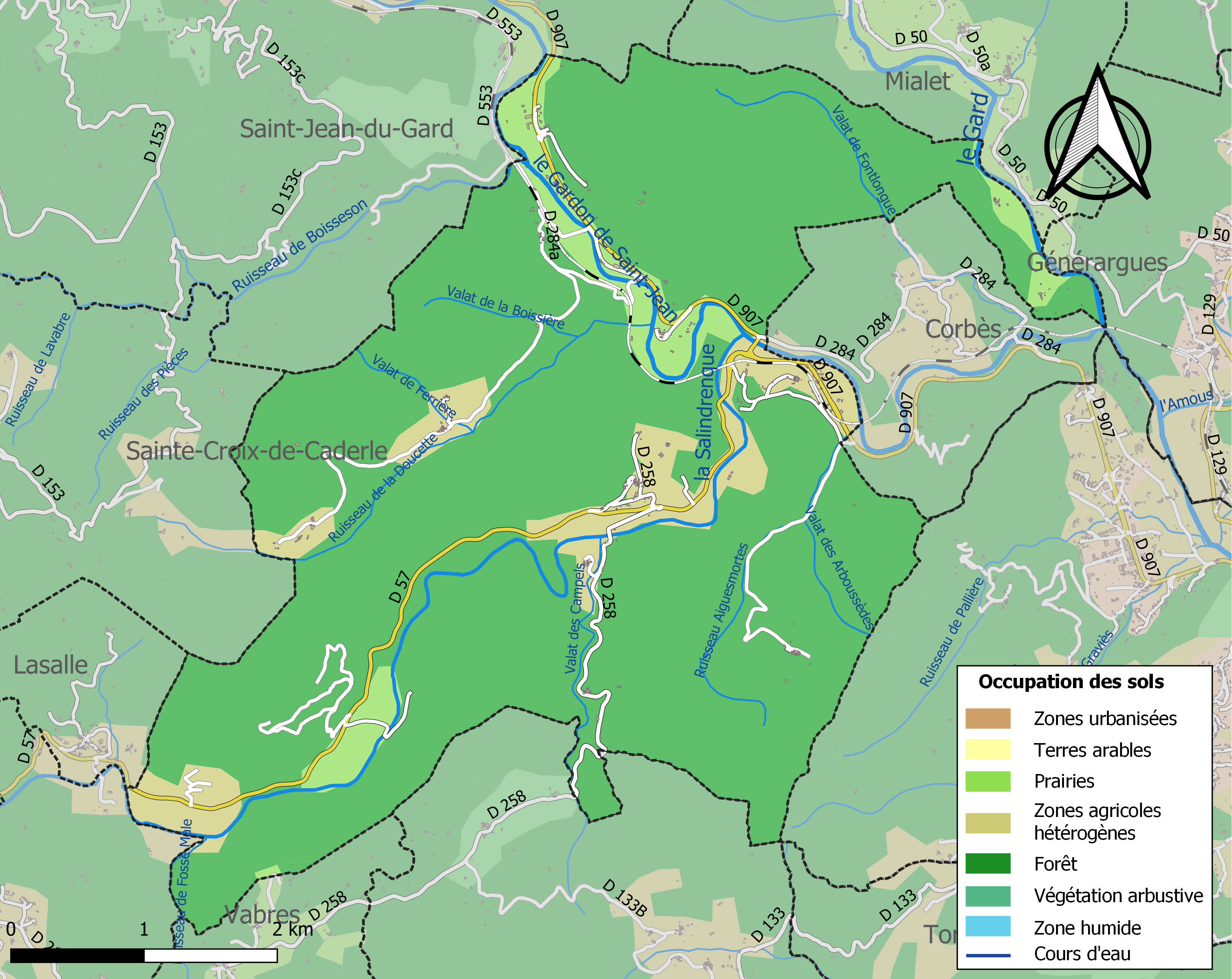
Bodennutzung und Infrastruktur von Thoiras (2018)

Thoiras liegt am Fuß der Cévennen etwa 14 Kilometer südwestlich von Alès und etwa 43 Kilometer nordwestlich von Nîmes. Das Ortsgebiet wird entwässert vom Gard, vom Gardon de Saint-Jean, vom Ruisseau de Boissonson, vom Ruisseau de la Doucette, von der Salindrenque, vom Ruisseau Aiguemortes und verschiedenen kleineren Wasserläufen. Das Zentrum liegt auf einer Höhe von etwa 215 m. Das Relief des Gebiets ist gebirgig mit eingeschnittenen Flusstälern und steigt im Westen mit Erhebungen von 503 m an. Der tiefste Punkt wird im Nordwesten beim Austritt des Gard aus dem Ortsgebiet mit 130 m gemessen.
Teile des Gebiets von Thoiras gehören zu den Natura-2000-Schutzgebieten „Vallée du Gardon de Saint-Jean“ (FR9101368) und „Vallée du Gardon de Mialet“ (FR9101367) sowie von drei ZNIEFF-Naturzonen. Rund 85 % der Fläche von Thoiras sind bewaldet, rund 15 % werden landwirtschaftlich genutzt (Stand: 2018).
Umgeben wird Thoiras von den zehn Nachbargemeinden und der Commune déléguée:
| Saint-Jean-du-Gard                   | Mialet                                      | Corbès (Commune déléguée) Générargues |
| Sainte-Croix-de-Caderle              | Kompassrose, die auf Nachbargemeinden zeigt | Anduze                                |
| Lasalle Saint-Bonnet-de-Salendrinque | Vabres Saint-Félix-de-Pallières             | Tornac                                |

## Bevölkerungsentwicklung
| Jahr                       | 1962 | 1968 | 1975 | 1982 | 1990 | 1999 | 2006 | 2013 | 2020 |
| Einwohner                  | 160  | 190  | 255  | 304  | 332  | 359  | 405  | 439  | 438  |
| Quellen: Cassini und INSEE |      |      |      |      |      |      |      |      |      |

## Sehenswürdigkeiten
- Romanische protestantische Kirche aus dem 11. und 12. Jahrhundert
- Scbloss Thoiras aus dem 14. Jahrhundert, Fassaden und Dächer sowie Flächen der früheren Wassergräben seit 1995 als Monument historique eingeschrieben
- Schloss Prades
- Schloss Malérargues aus dem 16. Jahrhundert
- Seidenzwirnmühle Le Pont des Salindres, genannt Seidenzwirnmühle Volpellière, 1856 errichtet
- Grotte Valaurie im Norden von Thoiras, Unterschlupf der Kamisarden vor Verfolgung nach dem Edikt von Fontainebleau

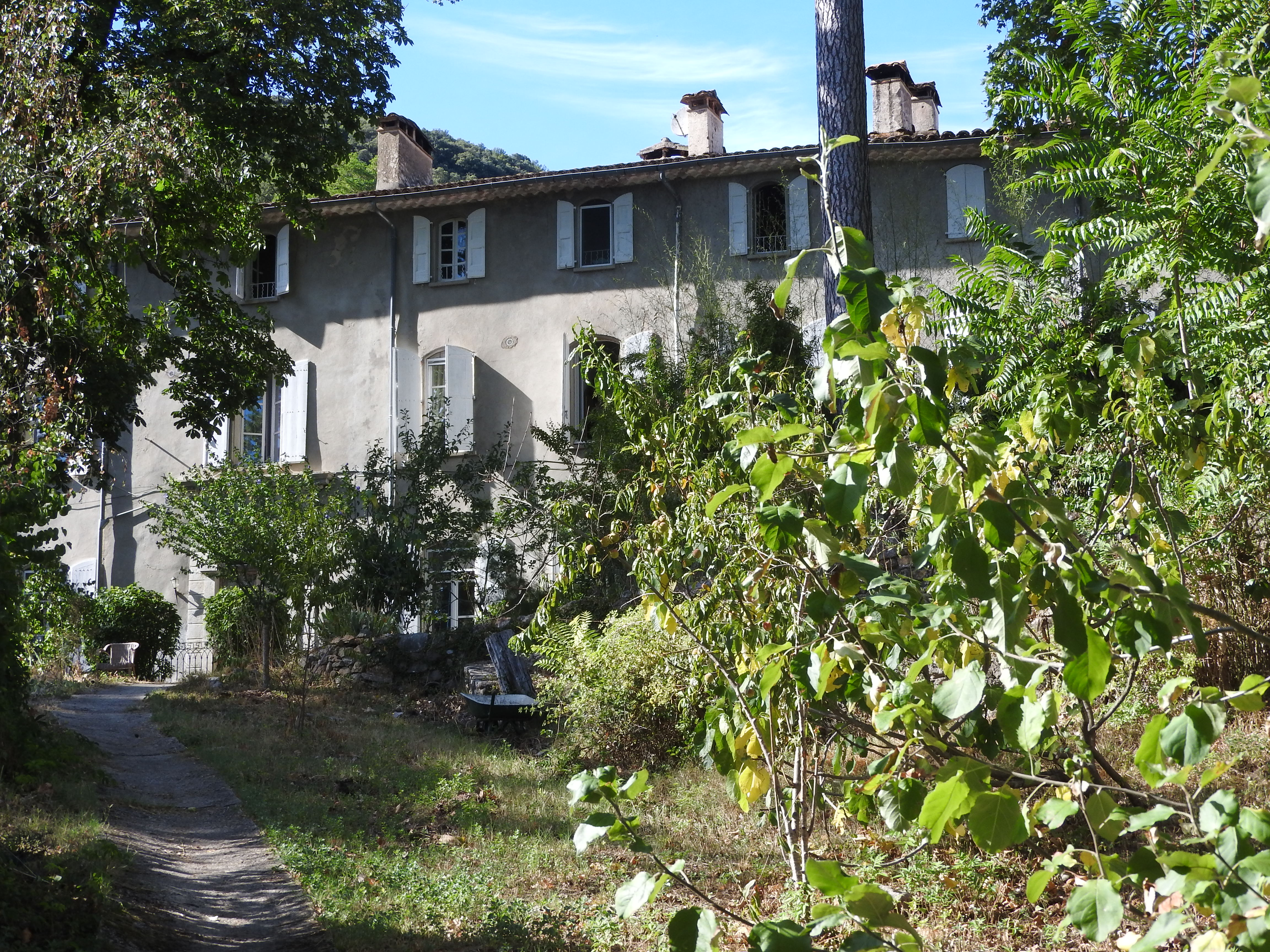
Schloss Malérargues
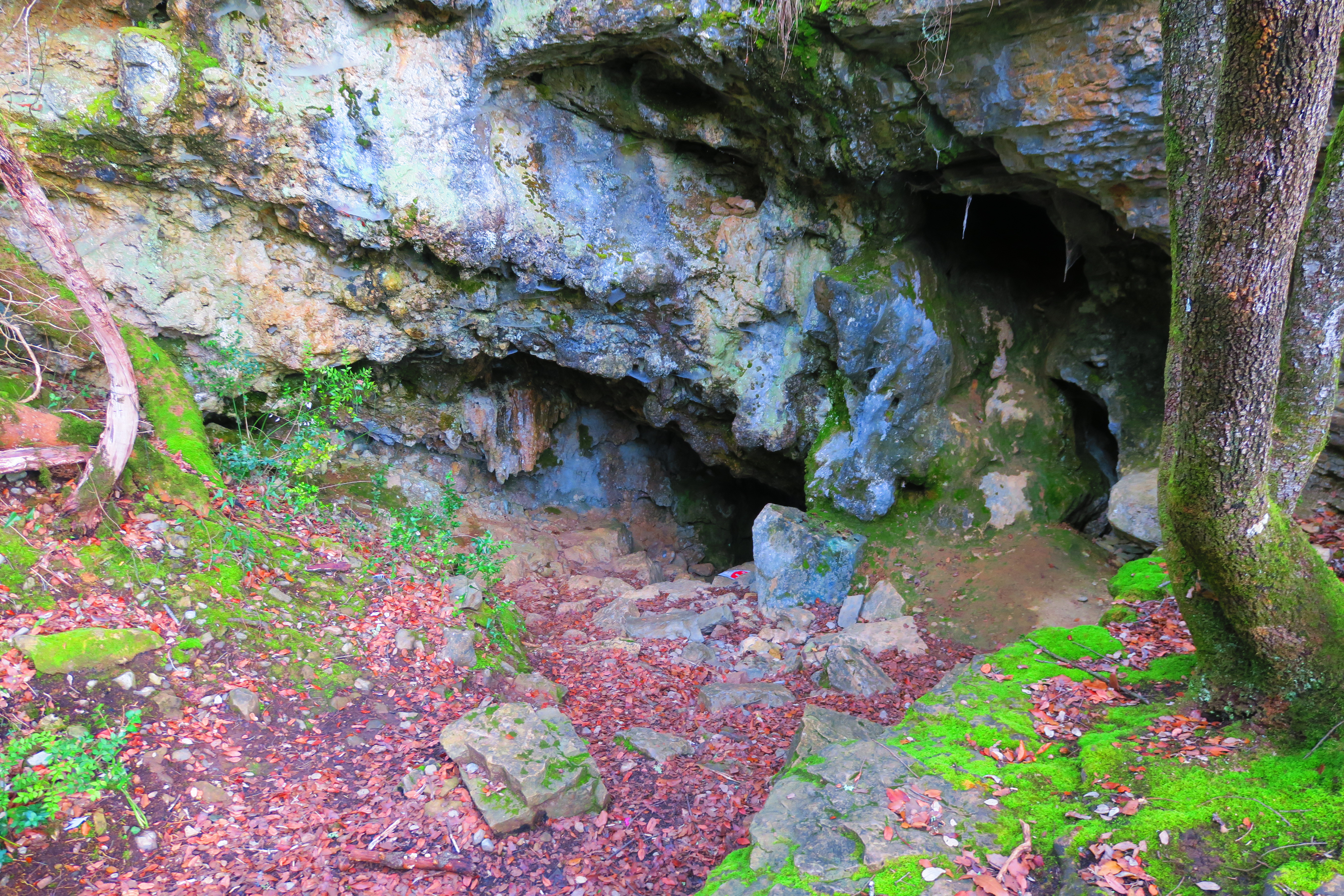
Eingang zur Grotte Valaurie

## Persönlichkeiten
- Jean du Caylar de Saint-Bonnet, Marquis de Toiras (1585–1636), Maréchal de France (Marschall von Frankreich)